# Zöld Lámpás: Smaragd lovagok
A Zöld Lámpás: Smaragd lovagok (eredeti cím: Green Lantern: Emerald Knights) amerikai anime stílusú rajzfilm. A filmet Christopher Berkeley, Lauren Montgomery és Jay Oliva rendezte. A történet a Batman: Gotham lovagjához hasonlóan több kisebb történetből áll – szám szerint ötből –, ám itt van egy főtörténet, ami összeköti ezeket.
Az Amerikai Egyesült Államokban 2011. június 7-én, Magyarországon pedig augusztus 16-án adták ki DVD-n.

## Történet
A történetben Krona, a gonosz lény, akit az Őrzők – a Zöld Lámpások vezetői – száműztek az antianyag világba most az Őrzők bolygójának, az Oa-nak a napján keresztül próbál átjutni és bosszút állni. A Zöld Lámpás hadtest elszállíttat mindent a bolygóról és az Oa napjának közelében gyűlnek össze. Az összecsapásban részt vesz az újonc Arisia Rrab, akit csak nemrég soroztak be, és aki Hal Jordan alatt szolgál. A készülődés közben és a csata előtt Hal és a többi Lámpás történeteket mesél a hadtest történelméből. Megismeri az első Zöld Lámpás történetét; Kilowognak, a csapat kiképzőjének saját képzését; Laira kalandját, akinek saját bolygóján kellett rendet tennie; Bolphungea történetét, aki a legerősebb Zöld Lámpásra vadászott; és Abin Sur, Hal Jodan elődjének egyik kalandját is, aki Atrocitussal kerül összetűzésbe.

## Szereplők
| Szereplő           | Eredeti hang        | Magyar hang         |
| ------------------ | ------------------- | ------------------- |
| Hal Jordan         | Nathan Fillion      | Makranczi Zalán     |
| Sinestro           | Jason Isaacs        | Galambos Péter      |
| Arisia Rrar        | Elizabeth Moss      | Csuha Bori          |
| Kilowog            | Henry Rollins       | Törköly Levente     |
| Abin Sur           | Arnold Vosloo       | Király Attila       |
| Kentor             | Tony Amendola       | Faragó András       |
| Appa Ali Apsa      | Tony Amendola       |                     |
| Kloba Vud          | Steven Blum         |                     |
| Palaqua            | Steven Blum         |                     |
| Ranakar            | Steven Blum         |                     |
| G'Hu               | Steven Blum         |                     |
| Ree'Yu             | Grey Delisle        |                     |
| Boodikka           | Grey Delisle        |                     |
| Laira              | Kelly Hu            | Bánfalvi Eszter     |
| Ganthet            | Michael Jackson     | Csuha Lajos         |
| Rubyn              | David Kaufman       | Zöld Csaba          |
| Bolphunga űrhajója | Sunil Malhotra      |                     |
| Bolphunga          | Roddy Piper         | Papucsek Vilmos     |
| Abin Sur gyűrűje   | Andrea Romano       | Hamvas Dániel       |
| Watchet            | Jane Singer         | Hamvas Dániel       |
| Tomar-Re           | James Arnold Taylor |                     |
| Atrocitus          | Bruce Thomas        | Barabás Kiss Zoltán |
| Avra               | Mitchell Whitfield  | Géczi Zoltán        |
| Deegan             | Wade Williams       | Schneider Zoltán    |
| Blu                | Gwendoline Yeo      |                     |